# Catedral de Santa María la Nueva (Caltanissetta)
La Catedral de Santa María la Nueva o simplemente Catedral de Caltanissetta (en italiano: Cattedrale di S. Maria La Nova) Es el nombre que recibe un edificio religioso que sirve como la catedral de la diócesis católica de Caltanissetta. Se encuentra en Caltanissetta, en la isla de Sicilia, al sur del país europeo de Italia.
La primera Iglesia Matriz de que la que se tiene referencias es la Iglesia de Santa María, más tarde llamada de los ángeles (por la presencia de un cuadro de la Virgen rodeada de ángeles) o Vetere. [Para distinguirla de la nueva Iglesia Matriz, construida alrededor del año 1000 como la Capilla Palatina del Castillo Pietrarossa, se convirtió en una iglesia parroquial con un decreto de Federico II en 1239. Antes de que la iglesia la confiara a la Abadía del Espíritu Santo (1095).
La construcción actual comenzó en 1570 y terminó en 1622.  Entre 1718 y 1720, el pintor flamenco Guglielmo Borremans, junto con su hijo Luigi, pintó en fresco la bóveda y la nave, y pintó el retablo mayor, representando a la Inmaculada Concepción.

## Véase también

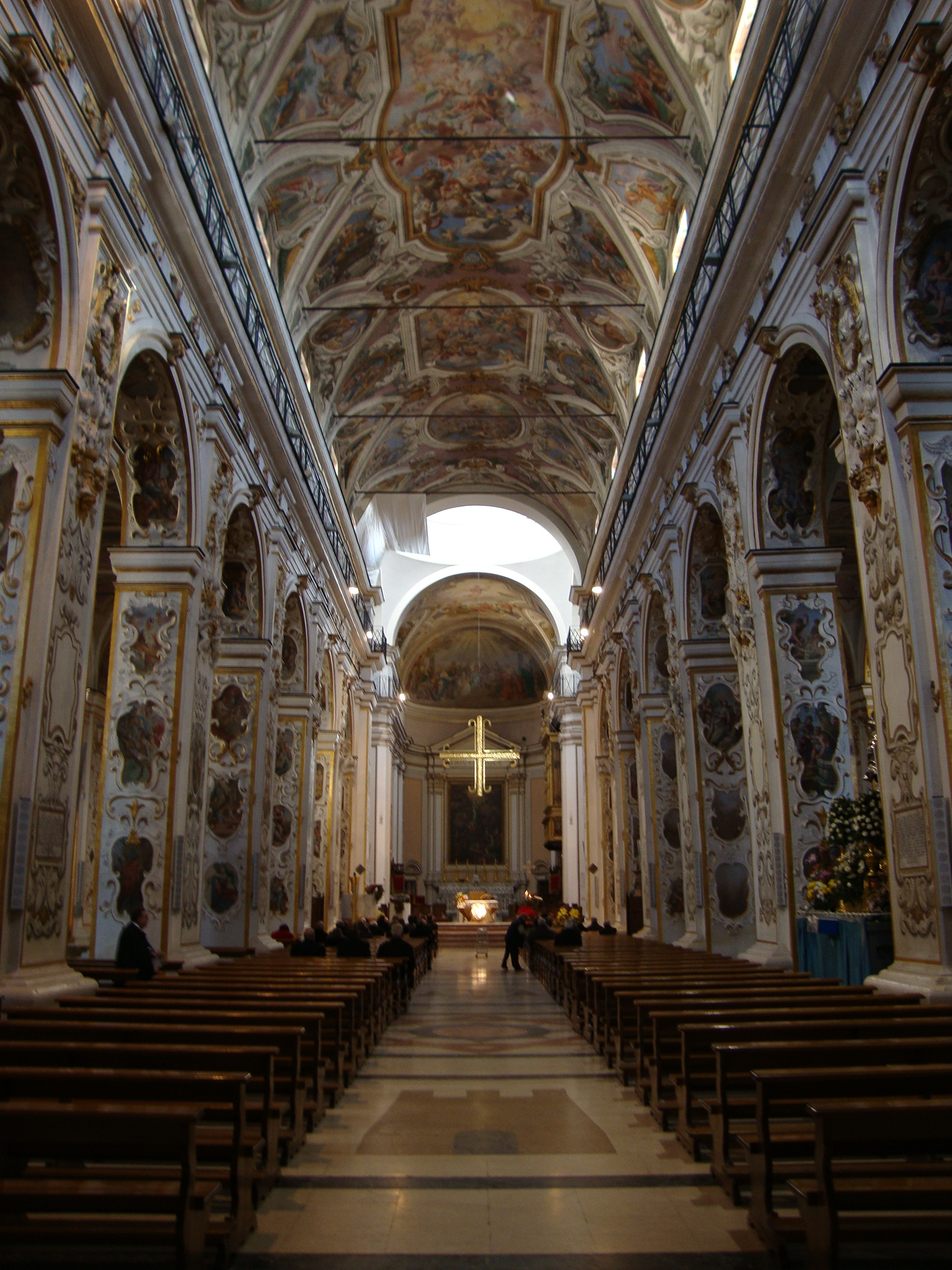
Vista interna